# Скорук Петро Михайлович
Скору́к Петро́ Миха́йлович (народився 3 квітня 1950, Могилів-Подільський) — російсько- та українськомовний український письменник і поет. Член Національної спілки журналістів України (2019) та спілки слов'янських письменників України (2020).

## Біографія
З сім'ї службовців. Українець за національністю. Закінчив середню школу в Могилеві-Подільському. Навчався у Гірничо-металургійному інституті (Комунарськ, нині Алчевськ). Відслужив у війську. Працював у міліції. Закінчив Харківський юридичний інститут (1977), після чого займався адвокатською діяльністю у Вінниці, де досі проживає. Зараз — пенсіонер. Жінка - Скорук Поліна Борисівна, єврейка, інженер-будівельник, економіст. Має сина і двох онуків.

## Творчість
Друкується з 2001 року.
- «Реминисценции» — 2001 г.- эссе, афоризмы, диалоги.
- «Часть жизни» — 2004 г. — проза, стихи, афоризмы.
- «Позвольте, буду!» — 2005 г. — стихи, проза, афоризмы.
- «Артематика» 2007 г. — фантазии в соавторстве с внуком.
- «Письма» — 2009 г — эпистолярные эссе и стихи.
- «Город-призрак» — два издания (2014 г. и 2017 г.) — о Могилеве-Подольськом.
- «Слово Дністрове. Поети Могилева-Подільського», 2017 р.
- «Пятишкольники» — о школе № 5 г. Могилева-Подольського, 2016 г.
- «Могилевчане: люди, события, время» — о Могилеве-Подольском, 2016 г.
- «Могилівчани» — історія Могилева-Подільського. Три видання. 2017, 2018, 2020 р.р.
- «Скорукописи» — эссе, статьи, публицистика, проза, зарисовки. 2009 г.
- «… потому что осень» — 2008 г. — лирика.
- «Многоточия…», — 2010 г. — лирика.
- «Камешки» — (четыре издания — 2010, 2012, 2013, 2016 г.г.) — петроглифы, гематомы, байки, зарисовки.
- «Салат из камешков» — пятое издание, 2019 г.
- «Квазипоэзы» — 2012 г. — как не надо писать стихи.
- «Будем жить!» — 2012 г. — стихи.
- «Аватары Любви» — 2011 г. — вирши в альбом.
- «Евангелие Детства от Старого павиана» — два издания — 2005 и 2010 г.г. — о воспитании детей.
- «Я. Анатомия души» — (в соавторстве), 2011 г. — история, политика.
- «Символи відліку» — 2014 р. — есе, статті, публіцистика, проза.
- «Антологія лірики» — два томи, 2014 р. — поетичні переклади.
- «Казкова мудрість», 2015 р. — переклади казок.
- «Антологія істини», 6 томів, 2015—2018 рр. — мудрість тисячоліть (на украинском и русском языках)
- «Наша дорога» (у співавторстві) — 2016 р — вірші.
- «Познавая себя» — 2017 г. — стихи.
- «Збіжжя», 2017 р. — вірші.
- «Минуле» — 2018 р. — вірші, проза.
- «Дот-112» — 2018 р. — війна.
- «До и после» — Книга книг, 2018 р.
- «Книги былых времён» — любимые книги, 2018 г.
- «Осколки» — 2018 р. — проза, вірші, переклади.
- «Місто уві сні…» — про Могилів-Подільський, — 2018 р.
- «Как: конспективно алфавитная книга» — эссе, фрагменты, 2020 г.
- «АС: могилівчанин!» — про Іона Дегена, 2020 р.
- «PETROSOF» — вирши …та вірші, 2020 г.

### Окремі публікації
- «Кое-что про обсценную лексику» — «Зарубежные задворки», Дюссельдорф, Германия, № 4, 2012 г.
- «Неизвестный Незнайка» — газета новостей, Лондон, Онтарио, Канада, 12.08.08 г.

## Відзнаки
- Лауреат Всеукраїнської літературної премії імені Михайла Коцюбинського у номінації «Науково-популярна література» 2018 р.
- Лауреат ордена Грузії «ИВЕРИЯ» "The best poet" (Кращий поет) 2020 г.
- Диплом міжнародного конкурсу «Золотий Grand Німеччини» "Борець за світло істини" 2020 р.

### Телебачення
- О воспитании родителей
- Стихи. FLV
- Стихи. Скарбниця Вінниччини на YouTube